# UB-69号潜艇
陛下之UB-69号艇是德意志帝国海军于第一次世界大战期间建造的其中一艘UB-III型近岸潜艇或称U艇。它由基尔的日耳曼尼亚船厂承建，于1917年8月7日新船下水，至同年10月12日交付使用。其全长55.83米，水面及水下排水量分别为513吨和647吨，艇载武器则包括五具500毫米鱼雷发射管以及一门88毫米口径甲板炮。UB-69号曾计划被部署至驻普拉的地中海区舰队，但从未抵达。1918年1月8日，该艇在地中海的比塞大附近（37°30′N 10°38′E / 37.500°N 10.633°E）遭英国单桅战船仙客来号投掷的深水炸弹击沉，艇内31名官兵全数阵亡。

## 设计
UB-69号是基尔日耳曼尼亚船厂承建的UB-III型首批次（UB-66至UB-71号）的四号艇，由德意志帝国海军潜艇监察局于1916年5月20日以J项战时订单（Kriegsauftrag J）之名订购，至1917年8月7日下水。其全长55.83米，舷宽5.80米。艇体采用双壳体结构，水面及水下排水量分别为513吨和647吨，浮起时的吃水深度为3.67米。由于无需像UC-II型艇那样提供水雷布设装置，设计工程师对潜艇舷弧进行了优化，增大了司令塔体积，配备两具潜望镜，司令塔与控制室之间增加一道水密舱壁。这些改进显著提高了潜艇的水下机动性和生存力。为了达到更高的航速，UB-69号采用两台猛狮六缸四冲程550匹公制馬力（405千瓦特）柴油机用于水面运行，以及两台394匹公制馬力（290千瓦特）的西门子-舒克特电动发电机用于水下航行；水面最高航速13.2節（24.4每小時），水下7.6節（14.1每小時）；能够在水面以6節（11每小時）航速续航9,090海里（16,830），或以4節（7.4每小時）连续在水下航行55海里（102）而无需充电。
UB-69号的主武器为五具500毫米艇艏鱼雷发射管，其中艇艏四具采用层叠式布局分居两侧、艇艉一具，并可搭载合共10枚G6型鱼雷。辅助武器则是一门88毫米30倍径速射炮。其标准船员编制为3名军官加31名水兵。

## 服役历史
1917年10月12日，UB-69号在前UC-14和UC-38号艇长、经验丰富的海军中尉阿尔弗雷德·克拉特的指挥下正式入役，随即展开海试。完成海试后，该艇按计划加入地中海区舰队，于12月23日从基尔启航，独力经由威廉皇帝运河和黑尔戈兰岛驶往奥匈帝国军港普拉，但从未抵达。根据英国方面的记录，UB-69号于1918年1月9日在突尼斯的卡本半岛西北约38海里（70）处遭英国皇家海军单桅战船仙客来号投掷的深水炸弹击沉，艇内31名官兵全数阵亡。

## 脚注
1. ↑  Rössler，第27頁.
2. ↑  Helgason, Guðmundur. . German and Austrian U-boats of World War I - Kaiserliche Marine - Uboat.net.   [2022-05-05].
3. 1 2 3 4  Gröner 1991，第25-30頁.
4. 1 2  Helgason, Guðmundur. . German and Austrian U-boats of World War I - Kaiserliche Marine - Uboat.net.   [2015-03-08].
5. ↑  陈进，第239頁.
6. ↑  NARS，第79頁.